# Université au Burundi
Cette page dresse la liste des universités burundaises.

## Universités publiques
- Université du Burundi(UB) Site
- Ecole Normale Superieure(ENS)[1]
- Institut Superieur de Gestion des Entreprises (ISGE)
- Institut Superieur de Police (ISP)
- Institut Superieur des Cadres Militaires (ISCAM)
- Institut National de Sante Publique (INSP)
- Ecole Nationale d'Administration(ENA)

## Universités privées
```
* 
Université Polytechnique Intégrée de CIBITOKE (UPI)
```

- Université des Grands Lacs ( UGL)
- Université Espoir d'Afrique(UEA)
- Université Lumière de Bujumbura(ULBU)
- Université Sagesse d'Afrique (USA)
- Université Internationale de l'Équateur(UIE)
- Université de Ngozi(UNG)
- Université de Mwaro(UM)
- Université du Lac Tanganyika(ULT)
- Université Martin Luther King(UMLK)
- International leadership University Burundi(ILU)
- Université Chrétienne de Bujumbura ( UCBU )
- Université polytechnique de Gitega(UPG)
- Universite Paix et Reconcialition (UPR)
- Bujumbura International University (BIU)
- East African Star University (EASU)
- Institut Superieur des Technologies (IST)
- Institut Superieur de Management (ISM)
- Institut Superieur de Controle et de Gestion (ISCG)
- Universite des Collines
- Institut Superieur de Gestion et d'Informatique
- UNiversite Ntare Rugamba(UNR)
- Institut Superieur des Techniques de Gestion
- Institut Superieur de Developpement (ISD)
- Institut Superieur des Centres de la Sante et du Developpement Communautaire
- Ecole Superieur des Sciences de la Sante
- INITELEMATIQUE
- Institut Superieur d'Enseignement Technique (ISET)
- Institut Superieur Paramedical(ISPG)
- SUMMIT international institute

## Effectifs dans les universites
| Num | Noms de l'institution                                                                              | Ville                                    | Nombre d'etudiants Femmes | Nombre d'etudiants Hommes | Total des etudiants |
| --- | -------------------------------------------------------------------------------------------------- | ---------------------------------------- | ------------------------- | ------------------------- | ------------------- |
| 1   | Universite du Burundi (UB)                                                                         | Bujumbura Gitega Bubanza Rumonge Cankuzo | 2516                      | 7291                      | 9807                |
| 2   | Universite des Grands Lacs (UGL)                                                                   | Bujumbura Bururi Rutana                  | 3255                      | 2097                      | 5352                |
| 3   | Ecole Normale Superieure(ENS)                                                                      | Bujumbura                                | 541                       | 2260                      | 2801                |
| 4   | Universite du Lac Tanganyika(ULT)                                                                  | Bujumbura                                | 1349                      | 1617                      | 2966                |
| 5   | Universite Sagesse d'Afrique(USA)                                                                  | Bujumbura                                | 2145                      | 2584                      | 4729                |
| 6   | Université Lumière de Bujumbura(ULBU)                                                              | Bujumbura                                | 1305                      | 1196                      | 2501                |
| 7   | Universite Espoir d'Afrique(UEA)                                                                   | Bujumbura Gitega                         | 951                       | 2392                      | 3343                |
| 8   | Universite Polytechnique de Gitega(UPG)                                                            | Gitega                                   | 737                       | 769                       | 1506                |
| 9   | Institut Superieur Paramedical de Gitega                                                           | Gitega                                   | 548                       | 360                       | 908                 |
| 10  | Universite Martin Luther King (UMLK)                                                               | Bujumbura                                | 211                       | 356                       | 566                 |
| 11  | Universite de Mwaro(UM)                                                                            | Mwaro                                    | 132                       | 138                       | 270                 |
| 12  | Ecole Nationale d'Administration (ENA)                                                             | Bujumbura                                | 246                       | 349                       | 595                 |
| 13  | Universite des Grands Lacs (UGL)                                                                   | Bururi                                   | 678                       | 551                       | 1229                |
| 14  | Institut National de Sante Publique(INSP)                                                          | Bujumbura                                | 225                       | 415                       | 640                 |
| 15  | Institut Superieur des Sciences de la Sante et du Developpement Communautaire(IUSSDC)              | Bujumbura                                | 179                       | 114                       | 293                 |
| 16  | East African Leadership Institute (EALI)                                                           | Muyinga Ngozi                            | 407                       | 504                       | 911                 |
| 17  | International University of Equator (IUE)                                                          | Bujumbura                                | 201                       | 428                       | 629                 |
| 18  | East African Star University(EASU)                                                                 | Rugombo Bujumbura                        | 138                       | 258                       | 396                 |
| 19  | Bujumbura International University (BIU)                                                           | Bujumbura                                | 255                       | 296                       | 551                 |
| 20  | Institut Superieur d'Enseignement Technique (ISET)                                                 | Rumonge                                  | 28                        | 34                        | 62                  |
| 21  | Universite des Collines (UC)                                                                       | Kayanza                                  | Suspendue pour 2018       |                           |                     |
| 22  | Grand Seminaire Saint Cure d'Ars Buja(GSB)                                                         | Bujumbura                                | 2                         | 218                       | 220                 |
| 23  | Institut Superieur des Techniques de Gestion (ISTG)                                                | Bujumbura                                | 70                        | 91                        | 161                 |
| 24  | Institut Superieur des Cadres Militaires (ISCAM)                                                   | Bujumbura                                | 16                        | 110                       | 126                 |
| 25  | Grand Seminaire Jean Paul II                                                                       | Gitega                                   | 1                         | 218                       | 219                 |
| 26  | Institut Superieur de Developpement(ISD)                                                           | Bujumbura                                | 65                        | 115                       | 180                 |
| 27  | Grand Seminaire Saint Pierre (GSN)                                                                 | Ngozi                                    | 0                         | 164                       | 164                 |
| 28  | Institut Universitaire des Sciences de la Sante et du Developpement (INUSSAD)                      | Bujumbura                                | 375                       | 247                       | 622                 |
| 29  | Universite Paix et Reconciliation (UPR)                                                            | Bujumbura                                | Suspendu pour 2018        |                           |                     |
| 30  | Institut International Libre d'Afrique (INILAQUE)                                                  | Bujumbura                                | 78                        | 51                        | 129                 |
| 31  | Universite Polytechnique Intregree(UPI)                                                            | Cibitoke                                 | 53                        | 118                       | 171                 |
| 32  | Grand Seminaire Saint Charles Lwaga(GSK)                                                           | Muyinga                                  | 0                         | 117                       | 117                 |
| 33  | Institut International d'Informatique,Telecommunications,et Technologies Avancees (INITELEMATIQUE) | Bujumbura                                | 13                        | 73                        | 86                  |
| 34  | Institut Superieur de Gestion et de Developpement (ISGD)                                           | Bujumbura                                | 63                        | 70                        | 133                 |
| 35  | SUMMIT International Institute (SUMMIT)                                                            | Bujumbura                                | 62                        | 120                       | 182                 |
| 36  | Institut Superieur d'Entrepreneuriat et de Gestion (ISEG)                                          | Bujumbura                                | 22                        | 30                        | 52                  |
| 37  | Ecole Superieure des Sciences de la Sante (ESSSA)                                                  | Bujumbura                                | 12                        | 11                        | 33                  |
| 38  | Institut Universitaire Des Lacs(IUL)                                                               | Kirundo                                  | 39                        | 53                        | 92                  |
| 39  | Bujumbura Christian University (BCU)                                                               | Bujumbura                                | 1                         | 39                        | 40                  |
| 40  | Institut Superieur de Management (ISM)                                                             | Bujumbura                                | Suspendu pour 2018        |                           |                     |
| 41  | Institut Superieur de Police (ISP)                                                                 | Bubanza                                  | 8                         | 79                        | 87                  |
| 42  | Universite de Ngozi (UNG)                                                                          | Ngozi                                    | 898                       | 951                       | 1849                |
| 43  | Universite Ntare Rugamba(UNR)                                                                      | Bujumbura                                | 50                        | 255                       | 305                 |
| 45  | Institut Superieur d'Entrepreneuriat au Burundi(ISEBU)                                             | Bujumbura                                | 11                        | 25                        | 36                  |
| 44  | International Leadership University Burundi (ILUBU)                                                | Bujumbura                                | 293                       | 279                       | 572                 |
| 45  | Institut Superieur de Gestion et d'Informatique (ISGI)                                             | Bujumbura                                | 43                        | 98                        | 131                 |
| 46  | Institit Superieur Islamique de Muyinga (ISIM)                                                     | Muyinga                                  | 55                        | 57                        | 112                 |
|     | |                                          |                           |                           |                     |